# Шаба
Шаба́ (рос. Шаба, марій. Шаба) — присілок у складі Сернурського району Марій Ел, Росія. Входить до складу Марісолинського сільського поселення.

## Населення
Населення — 10 осіб (2010; 9 у 2002).
Національний склад (станом на 2002 рік):
- росіяни — 78 %